# Zákon o ochraně sbírek muzejní povahy
Zákon o ochraně sbírek muzejní povahy (zákon č. 122/2000 Sb.) je český zákon, který pojednává o ochraně sbírek muzejní povahy.

## Geneze zákona
Dřívější zákon č. 54/1959 Sb., o muzeích a galeriích, platil až do roku 2000. Po listopadu 1989 byla potřeba nové legislativy, ale nejdříve byl přijat jen zákon č. 71/1994 Sb., o vývozu předmětů kulturní hodnoty (trvalé hodnoty z hlediska potřeb státu a společnosti). Zákon č. 122/2000 Sb. přijat dne 7. dubna 2000, vyhlášen byl ve Sbírce zákonů a zároveň vstoupil v účinnost dne 12. května 2000.

## Systematika zákona
Část první (Ochrana sbírek muzejní povahy)
- Předmět úpravy (§ 1)
- Vymezení základních pojmů (§ 2)
- Centrální evidence sbírek (§ 3, § 4, § 5, § 6, § 7, § 8)
- Ochrana sbírek (§ 9, § 10)
- Vývoz sbírek do zahraničí (§ 11)
- Inventarizace sbírek (§ 12)
- Kontrola (§ 13)
- Sankce za porušení zákona (§ 14)
- Vztah ke zvláštním právním předpisům (§ 15)
- Zmocňovací ustanovení (§ 16)
- Přechodná ustanovení (§ 17)

Část druhá
- Změna zákona o prodeji a vývozu předmětů kulturní hodnoty (§ 18)

Část třetí
- Změna zákona o státní památkové péči (§ 19)

Část čtvrtá
- Změna živnostenského zákona (§ 20)

Část pátá
- Zrušovací ustanovení (§ 21)

Část šestá
- Účinnost (§ 21)

## Kontrola
Kontrolu dodržování zákona provádí Ministerstvo kultury na základě ustanovení § 13 zákona č. 122/2000 Sb. Kontroly se provádějí od roku 2002, kdy skončila platnost přechodných ustanovení zákona a zákon začal platit v plném rozsahu platit. Kontroly provádí oddělení muzeí a galerií.